# Gerichtsbezirk Březnitz
Der Gerichtsbezirk Březnitz (auch Wlaschim, tschechisch: soudní okres Březnice) war ein dem Bezirksgericht Březnitz unterstehender Gerichtsbezirk im Kronland Böhmen. Er umfasste Gebiete im heutigen Jihočeský kraj. Zentrum und Gerichtssitz des Gerichtsbezirks war die Stadt Březnitz (Březnice). Das Gebiet gehörte seit 1918 zur neu gegründeten Tschechoslowakei und ist seit 1991 Teil der Tschechischen Republik.

## Geschichte
Die ursprüngliche Patrimonialgerichtsbarkeit wurde im Kaisertum Österreich nach den Revolutionsjahren 1848/49 aufgehoben. An ihre Stelle traten die Bezirks-, Landes- und Oberlandesgerichte, die nach den Grundzügen des Justizministers geplant und deren Schaffung am 6. Juli 1849 von Kaiser Franz Joseph I. genehmigt wurde. Der Gerichtsbezirk Březnitz gehörte zunächst zum Kreis Pisek und umfasste 1854 die 50 Katastralgemeinden Altrožmital, Altsattlhradek, Borr, Březnic, Bubowic, Bukowa, Chrast, Deutsch Nepomuk, Drahenic, Hlubin, Hodomischl, Horčapsko, Hořian, Hossowic, Hučic, Kletic, Koupi, Leletic, Martinic, Nestraschowic, Oberlaas, Pinowic, Plischkowic, Podčap, Pořitsch, Rastel, Roželau, Rožmithal, Skuhrow, Strejčkow, Swudschiv, Swuschic, Tochowic, Tuschowic, Uzenic, Uzeniček, Vorderglashütten, Vorderprocewill, Wacikau, Wěschin, Weyssic, Wollenic, Woltusch, Wošel, Wostrow, Wrančic, Wranowic, Wschewill, Zaběhla und Zahroby. Der Gerichtsbezirk Březnitz bildete im Zuge der Trennung der politischen von der judikativen Verwaltung ab 1868 gemeinsam mit dem Gerichtsbezirk Blatna (Blatná) den Bezirk Blatna.
Im Gerichtsbezirk Březnitz lebten 1869 22.954 Menschen, wobei der Gerichtsbezirk 5,9 Quadratmeilen und 27 Gemeinden bzw. 50 Katastralgemeinden umfasste.
1900 beherbergte der Gerichtsbezirk 22.582 Menschen, die auf einer Fläche von 338,67 km² bzw. in 46 Gemeinden lebten.
Der Gerichtsbezirk Březnitz wies 1910 eine Bevölkerung von 22.032 Personen auf, von denen 22.020 Tschechisch und nur eine Person Deutsch als Umgangssprache angaben. Im Gerichtsbezirk lebten zudem 11 Anderssprachige oder Staatsfremde. Der Gerichtsbezirk bestand zu dieser Zeit aus 46 Gemeinden bzw. 50 Katastralgemeinden.
Durch die Grenzbestimmungen des am 10. September 1919 abgeschlossenen Vertrages von Saint-Germain kam der Gerichtsbezirk Březnitz vollständig zur neugegründeten Tschechoslowakei, wobei die Gerichtseinteilung bis 1938 im Wesentlichen bestehen blieb. Nach dem Münchner Abkommen wurde das Gebiet dem Protektorat Böhmen und Mähren zugeschlagen.
Nach dem Zweiten Weltkrieg gehörte das Gebiet überwiegend zum Okres Příbram, dessen Behörden jedoch im Zuge einer Verwaltungsreform 2003 ihre Verwaltungskompetenzen verloren. Diese werden seitdem von den Gemeinden bzw. dem Jihočeský kraj, zu dem das Gebiet um Březnitz seit Beginn des 21. Jahrhunderts gehört, wahrgenommen.

## Gerichtssprengel
Der Gerichtssprengel umfasste Ende 1914 die 46 Gemeinden Starý Rožmitál (Alt Rosenthal), Starosedlský Hrádek (Alttsattelhradek), Bor (Bor), Březnice (Březnitz), Bubovice (Bubowitz), Buková (Bukowa), Chrast (Chrast), Drahenice (Drahenitz), Hlubín (Hlubin), Hoděmyšl (Hodemischl), Horčápsko (Horčapsko), Hořejany (Hořian), Hošovice (Hoschowitz), Hučice (Hučitz), Koupí (Koupi), Leletice (Laletitz), Martinice (Martinitz), Nepomuk (Nepomuk), Nestrašovice (Nestraschowitz), Horní Lázy (Oberlaas), Pinovice (Pinowitz), Plíškovice (Plischkowitz), Počaply (Počap), Rastely (Rastel), Roželov (Roželau), Rožmitál (Rožmital), Skuhrow (Skuhrow), Strýčkov (Strejčkow), Svučice (Swudschitz), Svojšice (Swuschitz), Tochovice (Tochowitz), Tušovice (Tuschowitz), Uzeniček (Uzeniček), Uzenice (Uzenitz), Přední Hutě (Vorderglashütten), Přední Poříčí (Vorderpořitsch), Vacíkov (Wacikow), Výšice (Wejschitz), Věšín (Wěschin), Volenice (Wolenitz), Věšín (Woltusch), Volenice (Wostrow), Voltuše (Wranowitz), Vševily (Wschewil), Záběhlá (Zabehla) und Záhrobí (Zahroby).